# Heinrich II. von Sax
Graf Heinrich II. von Sax (* um 1418; † vor 1. März 1488 in Chur) war ein Schweizer Freiherr und Graf. 

## Leben
Heinrich war der Sohn des Johann von Sax. Ab 1436 gehörte er zu den Anwärtern auf die Erbfolge von Friedrich VII. von Toggenburg. 1437 überliess die adlige Erbgemeinde der Grafschaft Schwyz die Festung Grynau. Heinrich verpfändete seinen Teil der Grafschaft Uznach an Schwyz und Glarus und bevorzugte damit die Landkantone gegenüber Zürich. Mit seinen Herrschaften am Vorderrhein war er Mitglied des Grauen Bundes, dessen Gericht 1446 von ihm verlangte, der Grossen Gemeinde Lumnezia-Vals das Vorschlagsrecht für die Ernennung des Landvogts (später von Ammann) zu gewähren.
Im Jahr 1457 legte er im Einvernehmen mit den Einwohnern von Lumnezia in einem Gesetz ein Verbot der Einwanderung von Ausländern fest. Als Herr des Misox versuchte er, die Differenzen mit Mailand beizulegen. 1450 schloss er mit Herzog Francesco Sforza Frieden über Renten und Zollprivilegien und befriedete 1452 die Gemeinden des Misox durch den Erlass neuer Statuten. Sein Plan, 1458 ein Bündnis mit Mailand zu schliessen, sorgte jedoch für Unruhe im Grauen Bund. Der Abt von Disentis beschwichtigte die Gemüter, indem er erreichte, dass Heinrich mit der Gerichtsgemeinde Foppa seinem Gotteshaus beitrat; seinerseits versprach er den Gotteshausleuten die Offenhaltung des Castello di Mesocco. Nach Schlacht bei Giornico wurde er in den Frieden zwischen Mailand und den Eidgenossen in April 1479 aufgenommen. Im gleichen Jahr trat er Misox und die Belmontischen Besitzungen an seinen Sohn Johann Peter von Sax ab.